# Wilton Cezar Xavier
Wilton Cezar Xavier, Wilton, (1947 - Volta Redonda, 13 december 2009) was een Braziliaans voetballer.
De middenvelder was in Brazilië bekend van het beslissende doelpunt dat hij in buitenspelpositie met zijn hand maakte voor Fluminense in een Fla-Flu-match uit 1968. Wilton speelde ook voor verschillende andere clubs uit de Campeonato Brasileiro Série A: São Paulo, Santa Cruz, Coritiba en Vitória.